# 佐々木俊介
佐々木 俊介（ささき しゅんすけ、1967年9月27日 -）は、日本の推理作家、構成作家。

## 略歴
青森県青森市出身、青森県立青森南高等学校から専修大学文学部国文学科へ入学。同校卒業後に小劇団を主宰、演劇活動を経て、ミステリ作家を志す。
1995年、第6回鮎川哲也賞（東京創元社主催）にて佳作入選、同応募作『繭の夏』でデビュー。
寡作な作家であり、第2長編『模像殺人事件』を発表したのはデビューから9年後の2004年末のことである。なお、『模像殺人事件』は『2006本格ミステリ・ベスト10』（原書房）において年間ランキング第10位に選出された。
2016年、第3長編『魔術師』、第4長編『紫蘭の花咲く頃』をブログにて無償公開。
近年はBSジャパン『欧州 美の浪漫紀行』シリーズなど構成作家としても活動している。

## 作品リスト

### 単行本
- 繭の夏（1995年9月 東京創元社 / 2001年6月 創元推理文庫）
- 模像殺人事件（2004年12月 創元クライム・クラブ）
- 魔術師・模像殺人事件（2021年9月 幻冬舎メディアコンサルティング）

### 短編
- 飛べない虫 - 『創元推理』10 1995年秋号に掲載

### ウェブ掲載
- 仮面幻戯 - 連作ミステリ。『Webミステリーズ！』2010年3月号～7月号（未刊行）